# Rumpler C.VII
Die Rumpler C.VII war ein Aufklärungsflugzeug der Rumpler-Werke GmbH. Die 1917 erschienene C.VII erlangte als Rubild besondere Bedeutung als Langstreckenaufklärer mit Funkausrüstung und als Fotoaufklärer.

## Geschichte
Die C.VII war neben der C. III und C.IV der dritte Rumpler-Aufklärer, der beachtliche Produktionszahlen erreichte. Da der Flugzeugrumpf für alle Muster im Wesentlichen gleich blieb, können die Muster nur anhand der unterschiedlichen Motorverkleidungen unterschieden werden. Der zweistielige, stoffbespannte Doppeldecker wurde von Edmund Rumpler konstruiert und von 1917 bis 1918 im Stammwerk und in Augsburg bei der Bayerischen Rumpler-Werke AG in über 1000 Exemplaren gebaut.
Die gute Höhenleistung von 7000 Metern verschaffte ihr eine gewisse Sicherheit gegenüber den gegnerischen Jagdflugzeugen. Eine leichtere Version der C.VII, die sogenannte „Rubild“, hatte sogar eine Dienstgipfelhöhe von 7300 Metern und war bis kurz vor Kriegsende außerhalb der Reichweite der alliierten Jäger.

## Konstruktion
Verschiedentlich werden in der Literatur die Abmessungen der C.VII als unterschiedlich zu den der Vorgängermuster der Rumpler-C-Reihe beschrieben. Mit der Flugzeugzelle blieben jedoch auch die Abmessungen gegenüber den Vorgängermodellen der C-Serie praktisch unverändert. Die Länge änderte sich lediglich durch die geringere Baulänge des Maybach gegenüber dem in der C.IV eingesetzten Mercedes D.IVa.
Zur Ausrüstung gehörten neben Höhenschreiber, Sauerstoffanlagen und beheizbaren Fliegeranzügen, auch eine Beobachter-Handkamera. Der Propeller aus Schichtholz hatte einen Durchmesser von 3,10 Meter und keine Nabenverkleidung. Das Flugzeug war für eine Lebensdauer von sechshundert Flugstunden ausgelegt.
Der in Friedrichshafen bei Maybach-Motorenbau hergestellte flüssigkeitsgekühlte Sechszylinder-Viertakt-Reihenmotor Maybach Mb IV mit 240 PS Leistung und zwei schwimmerlosen Maybach-Vergasern sorgte mit seiner höheren Verdichtung für bessere Flugeigenschaften gegenüber dem Vorgängermodell C.IV.

## Verwendung in der Schweiz
Ein Exemplar mit der militärischen Immatrikulation 702 wurde bei der Luftwaffe der Schweiz ab 1920 eingesetzt und sollte vorwiegend als Höhenflugtrainingsflugzeug verwendet werden. Schon am 18. Mai 1920 ereignete sich mit dem Apparat ein schwerer Unfall mit Totalschaden. Nachträglich durchgeführte Untersuchungen kamen zu der Erklärung, dass das Wartungspersonal das Querruder-Betätigungsseil falsch angeschlossen hatte. Der Pilot kam mit leichten Verletzungen davon.

## Technische Daten

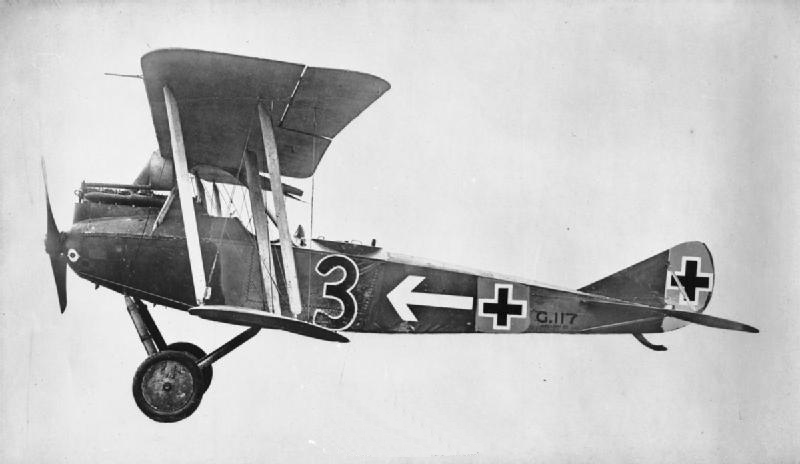
Rumpler C.VII

| Kenngröße             | Daten aus                              |
| --------------------- | -------------------------------------- |
| Länge                 | 8,20 m                                 |
| Spannweite            | 12,65 m                                |
| Höhe                  | 3,20 m                                 |
| max. Startmasse       | 1485 kg                                |
| Triebwerk             | 1 × Maybach Mb IVa mit 245 PS (180 kW) |
| Höchstgeschwindigkeit | 175 km/h                               |
| Dienstgipfelhöhe      | 7300 m                                 |
| Reichweite            | 585 km                                 |
| Bewaffnung            | Fl-MG und Beobachter-MG                |